# Senaspis flaviceps
Senaspis flaviceps är en tvåvingeart som beskrevs av Macquart 1850. Senaspis flaviceps ingår i släktet Senaspis och familjen blomflugor. Inga underarter finns listade i Catalogue of Life.